# Corea del Sur en los Juegos Paralímpicos de Londres 2012
Corea del Sur estuvo representada en los Juegos Paralímpicos de Londres 2012 por un total de 88 deportistas, 60 hombres y 28 mujeres.

## Medallistas
El equipo paralímpico surcoreano obtuvo las siguientes medallas:
| Nombre                                                 | Deporte                   | Evento                                      |
| ------------------------------------------------------ | ------------------------- | ------------------------------------------- |
| Oro                                                    |                           |                                             |
| Choi Ye-Jin                                            | Bochas                    | Individual BC3 mixto                        |
| Min Byeong-Eon                                         | Natación                  | 50 m espalda S3 masculino                   |
| Lim Woo-Geun                                           | Natación                  | 100 m braza SB5 masculino                   |
| Kim Young-Gun                                          | Tenis de mesa             | Individual 4 masculino                      |
| Park Sea-Kyun                                          | Tiro                      | Pistola de aire 10 m SH1 masculino          |
| Park Sea-Kyun                                          | Tiro                      | Pistola 50 m SH1 mixto                      |
| Kang Ju-Young                                          | Tiro                      | Rifle de aire de pie 10 m SH2 mixto         |
| Kim Ran-Sook Ko Hee-Sook Lee Hwa-Sook                  | Tiro con arco             | Recurvo por equipos clase abierta femenino  |
| Choi Gwang-Geun                                        | Yudo                      | –100 kg masculino                           |
| Plata                                                  |                           |                                             |
| Jeon Min-Jae                                           | Atletismo                 | 100 m T36 femenino                          |
| Jeon Min-Jae                                           | Atletismo                 | 200 m T36 femenino                          |
| Jeong Ho-Won                                           | Bochas                    | Individual BC3 mixto                        |
| Kim Kyung-Mook                                         | Tenis de mesa             | Individual 2 masculino                      |
| Son Byeong-Jun                                         | Tenis de mesa             | Individual 11 masculino                     |
| Choi Il-Sang Jung Eun-Chang Kim Jong-Gil Kim Young-Gun | Tenis de mesa             | Equipo 4-5 masculino                        |
| Cho Kyoung-Hee Choi Hyun-Ja Jung Sang-Sook             | Tenis de mesa             | Equipo 1-3 femenino                         |
| Lee Hwa-Sook                                           | Tiro con arco             | Recurvo individual de pie femenino          |
| Jung Young-Joo Kim Suk-Ho Lee Myeong-Gu                | Tiro con arco             | Recurvo por equipos clase abierta masculino |
| Bronce                                                 |                           |                                             |
| Kim Gyu-Dae                                            | Atletismo                 | 1500 m T54 masculino                        |
| Jeong So-Yeong                                         | Bochas                    | Individual BC2 mixto                        |
| Chun Keun-Bae                                          | Levantamiento de potencia | +100 kg masculino                           |
| Cho Won-Sang                                           | Natación                  | 200 m libre S14 masculino                   |
| Moon Sung-Hye                                          | Tenis de mesa             | Individual 4 femenino                       |
| Jung Ji-Nam Jung Young-A Moon Sung-Hye                 | Tenis de mesa             | Equipo 4-5 femenino                         |
| Jung Eun-Chang                                         | Tenis de mesa             | Individual 5 masculino                      |
| Kim Kong-Yong Kim Kyung-Mook Kim Min-Gyu Lee Chang-Ho  | Tenis de mesa             | Equipo 1-2 masculino                        |
| Lee Ju-Hee                                             | Tiro                      | Pistola de aire 10 m SH1 masculino          |